# شبنم‌چنگال

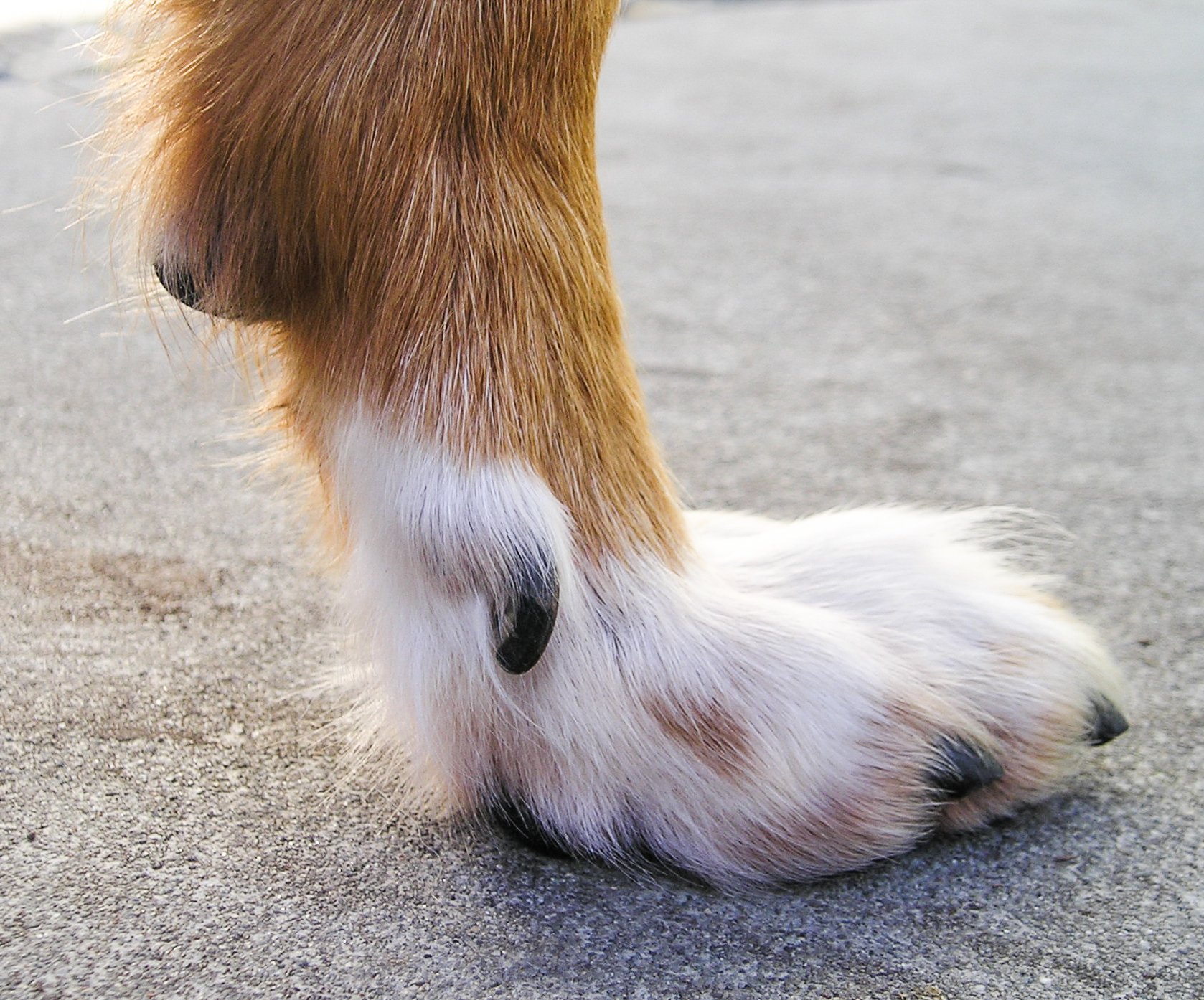
شبنم‌چنگال سگ در حالی که سگ ایستاده‌است با زمین تماس پیدا نمی‌کند. شبنم‌چنگال این سگ مسن از استفاده در حین دویدن گرد شده ولی اما کمی بلند شده‌است.

شبنم‌چنگال (به انگلیسی: Dewclaw) یک انگشت است – که در برخی جانوران وجود دارد – در پای بسیاری از پستانداران، پرندگان، و خزندگان (از جمله برخی از راسته‌های منقرض‌شده، مانند تروپودهای خاص) دیده می‌شود. معمولاً روی پا و بالاتر از بقیه انگشت‌های پا رشد می‌کند، به‌طوری که در گونه‌های پنجه‌رو یا سم‌داران هنگامی که جانور ایستاده‌است با زمین برخورد نمی‌کند. این نام به تمایل ادعایی شبنم‌چنگال به پاک کردن شبنم از روی چمن اشاره دارد. در سگ‌ها و گربه‌ها، شبنم‌چنگال در بخش درونی پاهای جلویی قرار دارد، مشابه انگشت شست انسان، که همسانی تکاملی دارد. اگرچه بسیاری از جانوران شبنم‌چنگال دارند، دیگر گونه‌های مشابه مانند اسب، زرافه و سگ وحشی آفریقایی چنین چیزی ندارند.

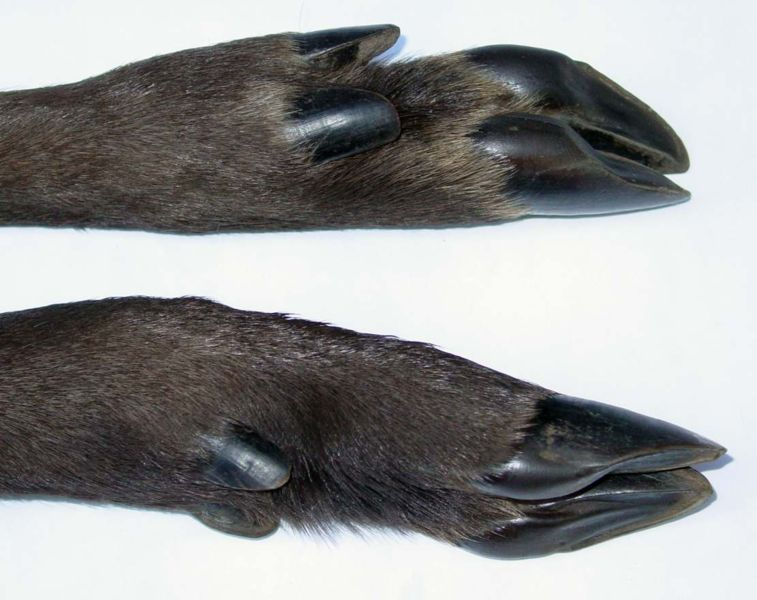
سم‌های شکافته شوکا (Capreolus capreolus)، با شبنم‌چنگال